# Andorra zenéje
Andorra hercegsége olyan zenéknek ad otthont, mint a contrapàs és a marratxa, mely leginkább  Sant Julià de Lòriában maradt fenn. Andorra népzenéje hasonlít a közeli francia és spanyol területek népzenéire. Ezek közül Katalónia zenéje áll hozzá közel, azon belül is a sardana tánchoz hasonlók fordulnak elő errefelé. Az andorrai néptánchoz tartozik még a contrapàs  Andorra la Vellában és Szent Anna tánca Escaldes-Engordanyban.
A Radio Nacional d’Andorra üzemelteti a  Radio Andorrát és a zenés Andorra Música csatornát.
Az andorrai zenés fesztiválok köz tartozik a ChamJam Music Festival, az Ordino és az Escaldes-Engordany-i Nemzetközi Jazzfesztivál. Gérard Claret hegedűs a Cambra d'Andorra Fiatal Nemzeti Kórus igazgatója.
Andorra nemzeti himnusza az El Gran Carlemany (Nagy Károly). 1914. szeptember 8-án, Andorra védőszentjének, Szűz eritxell emléknapján fogadták el.
A progresszív metalt játszó Persefone az egyik leghíresebb andorrai származású együttes.

## Eurovíziós Dalfesztivál
Andorra (a nemzeti médiacégen, az RTVA-n keresztül) csak hat alkalommal szerepelt az Eurovíziós Dalfesztiválon, 2004 és 2009 között.  2004-ben a  spanyol Marta Roure Jugarem A Estimar-Nos dala volt az első katalán nyelvű versenyző a dalfesztiválon, és mind a mai napig Andorra az egyetlen ország, mely katalánul szállt versenybe. Andotra a hat alkalom közül egyszer sem jutott túl az elődöntőkön. Legjobb helyezését 2007-ben érte el, amikor az Anonymous punk csapat a „Salvem el món” című számával a 28 induló közül a 12. lett. Andorra úgy döntött, a 2010-es versenyből kiszáll, mert nem kaptak elegendő támogatást a részvényesektől, ahol amúgy is költségcsökkentések voltak. Az ország azóta sem tért vissza a versenyekbe.

## Fordítás
- Ez a szócikk részben vagy egészben  a   Music of Andorra című angol Wikipédia-szócikk fordításán alapul.  Az eredeti cikk szerkesztőit annak laptörténete sorolja fel. Ez a jelzés csupán a megfogalmazás eredetét és a szerzői jogokat jelzi, nem szolgál a cikkben szereplő információk forrásmegjelöléseként.